# Dia da Liberdade dos Documentos

The Document Freedom Day dove

Dia da Liberdade dos Documentos (ou Document Freedom Day em inglês) - DFD - é um dia internacional para Libertação de Documentos, com ações de base no sentido de promover Formatos de Documento Livres e Padrões Abertos em geral.
O primeiro Document Freedom Day (DFD) aconteceu no dia 26 de março de 2008 e foi apoiado por mais de 200 organizações e empresas de vários países, incluindo a Free Software Foundation Europe, ODF Alliance, OpenForum Europa, IBM, Red Hat e Sun Microsystems, Inc.
É comemorado em toda última quarta-feira do mês de Março.